# وقس مترقي
الوقس المترقي، حالة جلدية نادرة يسببها فيروس الوقس، ويتميز بتنخر وتقرح غير مؤلم ولكنه مترقي.

## التظاهرات

### المضاعفات
قد تؤدي العدوى الفطرية أو الأوالي أو البكتيرية الانتهازية وفيروس الوقس نفسه إلى صدمة إنتانية وتخثر منتشر داخل الأوعية الدموية، بالإضافة إلى تنخر وتقرح النسيج الجلدي. قد تصبح بعض هذه الأنسجة المتنخرة كبيرة في نهاية المطاف، ما يتطلب التنضير الجراحي للأنسجة المتضررة فضلًا عن الرقعة الجلدية، وذلك بهدف تجنب داء مقاومة المضيف للرقعة لدى مرضى زرع الأعضاء، إذ سوف يتوجب عليهم إيقاف العلاج المثبط للمناعة في حال عدم التنضير لإتاحة فرصة للشفاء أمام الجرح.

## الفيزيولوجيا المرضية
يندخل الوقس في الجلد عن طريق ثقوب متعددة من إبرة متشعبة. يتكاثر الفيروس في الطبقة القاعدية وينتشر من خلية إلى أخرى، ما يسبب النخر وتشكيل حويصلات مملوءة بالسوائل. مع ذلك، يتباطأ الانتشار الأولي للفيروس بفعل الآليات الفطرية المضادة للفيروسات، وبحلول الأسبوع الثاني، تبدأ الاستجابة المناعية المتواسطة بالخلايا في القضاء على الخلايا المصابة. ترتشح العدلات والخلايا البلعمية الكبيرة والخلايا الليمفاوية إلى موقع التلقيح وتشكل بثرة ممتدة وتطلق السيتوكينات والكيموكينات التي تسبب فرط الدم والوذمة في الأنسجة المحيطة. قد يتظاهر هذا الأمر في البداية بشعور بالتوعك وأعراض بنيوية خفيفة أخرى، وحمى، وإقياء، وتضخم الغدد الليمفاوية الإبطية. تتسبب بعض اللقاحات في تطور بثرات «ساتلية» موضعية إضافية تتعافى جنبًا إلى جنب مع الآفة الأولية.
قد يصل الفيروس إلى الدم في مرحلة مبكرة، وقد تظهر آفات جلدية ثانوية تتبع نفس السير التطوري لموقع التلقيح في جميع أنحاء الجسم. قد تصيب البكتيريا، مثل المكورات العنقودية الذهبية، الآفات المتقرحة والمتنخرة. قد تغطي الآفات المتحدة أجزاء كبيرة من الجسم وتؤذي الأنسجة بشدة. على الرغم من أن بعض فيروسات الوقس تنتشر عبر مجرى الدم عادةً، تتسبب سلالة إن واي سي بي أو إتش في تفيرس دم محدود بنسبة مئوية صغيرة من المتلقين خلال فترة تكون البثرة. تصل العملية الالتهابية إلى ذروتها في الأيام 10-12 بعد التلقيح وتبدأ في الاختفاء بحلول اليوم 14، وتتساقط القشرة والبثور الأخرى بحلول اليوم 21. يُعرف تسلسل الأحداث هذا، الذي يحاكي تطور «بثرة» الجدري، باسم تفاعل «الأخذ». يعد «الأخذ» الناجح ضروريًا لتشكيل الأجسام المضادة ضد الوقس وبدء الاستجابات المتواسطة بالخلايا.

## العلاج
بالإضافة إلى الرقعة الجلدية، تنجح بعض الأدوية أيضًا في العلاج. من بين المواد المضادة للفيروسات، أظهر سيدوفوفير بعض التأثير في الدراسات الأولية. بعيدًا عن علاج الالتهابات الانتهازية بالأدوية المضادة للفيروسات والمضادات الحيوية، وفيما يتعلق بفيروس نقص المناعة البشرية أو الأفراد المضعفين مناعيًا (أو المثبطين مناعيًا لسبب علاجي على الأقل مثل السرطان وأمراض المناعة الذاتية)، يُعطى العلاج الفوري عالي الفعالية الذي يشمل مضادات الفيروسات القهقرية (إتش أيه أيه آر تي) لمرضى فيروس نقص المناعة البشرية ويُسحب العلاج المثبط للمناعة مصحوبًا بالإعطاء الهجومي للغلوبولين المناعي للوقس من أجل إنقاذ حياة المريض. تعد العناية المركزة والعلاج الداعم ضروريين. يُعطى الغلوبولين المناعي للوقس بجرعة تصل إلى 10 مل/كغ من وزن الجسم.